# Kaplica Świętej Trójcy w Namysłowie
Kaplica cmentarna Świętej Trójcy w Namysłowie – rzymskokatolicka kaplica znajdująca się Namysłowie, należąca do parafii św. Franciszka z Asyżu i św. Piotra z Alkantary w Namysłowie w dekanacie Namysłów zachód, archidiecezji wrocławskiej. 

## Historia
Barokowa kaplica cmentarna powstała w latach 1708–1709. 27 stycznia 1965 roku, pod numerem 965/65, została wpisana do rejestru zabytków województwa opolskiego.